# Jhon Durán
Jhon Jader Durán Palacio (sinh ngày 13 tháng 12 năm 2003) là một cầu thủ bóng đá chuyên nghiệp người Colombia hiện đang thi đấu ở vị trí tiền đạo cho câu lạc bộ Al Nassr tại Giải bóng đá chuyên nghiệp Ả Rập Xê Út và Đội tuyển bóng đá quốc gia Colombia.

## Sự nghiệp câu lạc bộ

### Envigado
Vào tháng 10 năm 2020, Durán được tờ báo Anh The Guardian đưa vào danh sách "60 tài năng trẻ xuất sắc nhất làng bóng đá thế giới".

### Chicago Fire
Vào ngày 11 tháng 1 năm 2021, Chicago Fire đã công bố thỏa thuận chiêu mộ Durán từ Envigado theo hợp đồng ban đầu có thời hạn ba năm với các tùy chọn gia hạn thêm hai năm. Hợp đồng bắt đầu vào ngày 1 tháng 1 năm 2022 và phí chuyển nhượng được báo cáo là 1,5 triệu bảng Anh. Việc ký kết được chấp thuận bởi giám đốc kỹ thuật của Chicago Fire, Sebastian Pelzer, người đã phát hiện Durán khi ông đang theo dõi một cầu thủ khác tại câu lạc bộ cũ của anh.
Durán ra mắt Chicago Fire vào ngày 26 tháng 2 năm 2022 trong trận đấu với Inter Miami. Anh ghi bàn thắng đầu tiên cho câu lạc bộ vào ngày 14 tháng 5 năm 2022 trong trận đấu với FC Cincinnati.

### Aston Villa
Vào ngày 16 tháng 1 năm 2023, câu lạc bộ Premier League Aston Villa đã công bố thỏa thuận ký hợp đồng với Durán, tùy thuộc vào các điều khoản y tế, cá nhân và thị thực lao động. Durán rời trại huấn luyện của đội tuyển U-20 Colombia tham dự Giải vô địch U-20 Nam Mỹ 2023 để bay đến Anh để hoàn tất vụ chuyển nhượng. Vụ chuyển nhượng của Durán đến Aston Villa chính thức dược công bố vào ngày 23 tháng 1 năm 2023. Phí chuyển nhượng được báo cáo ban đầu là 18 triệu bảng Anh.
Vào ngày 4 tháng 2 năm 2023, Durán đã chơi trận ra mắt Premier League với tư cách là cầu thủ dự bị vào phút cuối trong trận thua 4–2 trước Leicester City.
Vào ngày 20 tháng 8 năm 2023, Durán ghi bàn thắng đầu tiên cho Aston Villa khi vào sân thay người trong chiến thắng 4–0 trước Everton. Vào ngày 31 tháng 8, Durán ghi bàn thắng đầu tiên của mình tại đấu trường châu Âu trong chiến thắng 3–0 trước câu lạc bộ Scotland Hibernian tại UEFA Europa Conference League. Vào tháng 9 năm 2023, Durán lập một cú vô lê bằng ngực trong trận đấu với Crystal Palace tại Premier League. Bàn thắng của anh sau đó được trao giải Bàn thắng đẹp nhất mùa giải của Aston Villa tại lễ trao giải cuối mùa của câu lạc bộ. Vào ngày 13 tháng 5 năm 2024, anh ghi cú đúp đầu tiên cho câu lạc bộ muộn màng trong trận hòa 3–3 với Liverpool tại Premier League sau khi Aston Villa bị dẫn trước hai bàn. Thành tích đó đã giúp Aston Villa giữ vững suất tham dự UEFA Champions League mùa giải 2024–25.
Trong kỳ chuyển nhượng mùa hè của mùa giải 2024–25, Durán được cho là sẽ chuyển đến West Ham United và Chelsea. Anh không có tên trong đội hình trước mùa giải của Aston Villa vì đã gây tranh cãi khi bắt chước động tác "búa tạ" của West Ham trong một buổi phát trực tiếp. Tuy nhiên, vào ngày 17 tháng 8 năm 2024, Durán đã ghi bàn thắng quyết định trong chiến thắng 2–1 trước West Ham sau khi vào sân thay người. Anh ăn mừng bàn thắng đó bằng cách tái khẳng định cam kết của mình với Villa. Sau đó, anh đã ghi liên tiếp các bàn thắng quyết định khi vào sân thay người trước các câu lạc bộ Leicester City và Everton ở Premier League và trước Bayern Munich ở Champions League.

### Al Nassr
Al Nassr đạt thỏa thuận chiêu mộ Jhon Duran từ Aston Villa với mức phí 80 triệu USD, biến anh thành thương vụ đắt giá nhất kỳ chuyển nhượng mùa Đông.

## Sự nghiệp quốc tế
Durán đại diện cho đội tuyển quốc gia U-17 Colombia tại Giải vô địch U-17 Nam Mỹ năm 2019.
Durán đã chơi trận ra mắt cho đội tuyển quốc gia Colombia trong trận đấu với Guatemala vào ngày 24 tháng 9 năm 2022 khi vào sân thay thế Radamel Falcao trong hiệp một. Vào ngày 28 tháng 3 năm 2023, anh ghi bàn thắng quốc tế đầu tiên trong sự nghiệp của mình vào lưới Nhật Bản trong lần đầu tiên ra sân trọn vẹn cho đội tuyển Colombia.

## Thống kê sự nghiệp

### Câu lạc bộ
Tính đến 26 tháng 1 năm 2025
| Câu lạc bộ          | Mùa giải            | Giải vô địch        | Giải vô địch | Giải vô địch | Cúp quốc gia | Cúp quốc gia | Cúp Liên đoàn | Cúp Liên đoàn | Châu lục | Châu lục | Tổng cộng | Tổng cộng |
| Câu lạc bộ          | Mùa giải            | Hạng đấu            | Trận         | Bàn          | Trận         | Bàn          | Trận          | Bàn           | Trận     | Bàn      | Trận      | Bàn       |
| ------------------- | ------------------- | ------------------- | ------------ | ------------ | ------------ | ------------ | ------------- | ------------- | -------- | -------- | --------- | --------- |
| Envigado            | 2019                | Categoría Primera A | 10           | 1            | 1            | 0            | —             | —             | —        | —        | 11        | 1         |
| Envigado            | 2020                | Categoría Primera A | 13           | 1            | 2            | 0            | —             | —             | —        | —        | 15        | 1         |
| Envigado            | 2021                | Categoría Primera A | 24           | 7            | 1            | 1            | —             | —             | —        | —        | 25        | 8         |
| Envigado            | Tổng cộng           | Tổng cộng           | 47           | 9            | 4            | 1            | 0             | 0             | 0        | 0        | 51        | 10        |
| Chicago Fire        | 2022                | Major League Soccer | 27           | 8            | 1            | 0            | —             | —             | —        | —        | 28        | 8         |
| Chicago Fire II     | 2022                | MLS Next Pro        | 2            | 0            | —            | —            | —             | —             | —        | —        | 2         | 0         |
| Aston Villa         | 2022–23             | Premier League      | 12           | 0            | —            | —            | –             | –             | —        | —        | 12        | 0         |
| Aston Villa         | 2023–24             | Premier League      | 23           | 5            | 1            | 0            | 1             | 0             | 12       | 3        | 37        | 8         |
| Aston Villa         | 2024–25             | Premier League      | 6            | 4            | 0            | 0            | 1             | 1             | 2        | 1        | 9         | 6         |
| Aston Villa         | Tổng cộng           | Tổng cộng           | 55           | 12           | 1            | 0            | 3             | 2             | 19       | 6        | 78        | 20        |
| Al Nassr            | 2024–25             | Saudi Pro League    | 0            | 0            | –            | –            | –             | –             | 0        | 0        | 0         | 0         |
| Tổng cộng sự nghiệp | Tổng cộng sự nghiệp | Tổng cộng sự nghiệp | 131          | 29           | 6            | 1            | 3             | 2             | 19       | 6        | 159       | 38        |

1. ↑  Bao gồm Copa Colombia, U.S. Open Cup, FA Cup
2. ↑  Bao gồm EFL Cup
3. ↑  Ra sân tại UEFA Europa Conference League
4. ↑  Ra sân tại UEFA Champions League

### Quốc tế
Tính đến 10 tháng 9 năm 2024
| Đội tuyển quốc gia | Năm       | Trận | Bàn |
| ------------------ | --------- | ---- | --- |
| Colombia           | 2022      | 3    | 0   |
| Colombia           | 2023      | 5    | 1   |
| Colombia           | 2024      | 4    | 0   |
| Tổng cộng          | Tổng cộng | 12   | 1   |

#### Bàn thắng quốc tế
Tính đến 10 tháng 9 năm 2024
Tỷ số và kết quả liệt kê bàn thắng của Colombia được để trước, cột tỷ số cho biết tỷ số sau mỗi bàn thắng của Durán.
| # | Ngày                | Địa điểm                                    | Trận | Đối thủ  | Bàn thắng | Kết quả | Giải đấu                 |
| - | ------------------- | ------------------------------------------- | ---- | -------- | --------- | ------- | ------------------------ |
| 1 | 28 tháng 3 năm 2023 | Sân vận động Yodoko Sakura, Ōsaka, Nhật Bản | 5    | Nhật Bản | 1–1       | 2–1     | Kirin Challenge Cup 2023 |